# Calumma hilleniusi
Espèce
Synonymes
- Chamaeleo brevicornis hilleniusi Brygoo, Blanc & Domergue, 1973

Statut de conservation UICN

 EN B1ab(iii) : En danger
Statut CITES
Calumma hilleniusi est une espèce de sauriens de la famille des Chamaeleonidae.

## Répartition
Cette espèce est endémique du centre de Madagascar. Elle  été découverte sur l'Ankaratra.

## Étymologie
Cette espèce est nommée en l'honneur de Dick Hillenius.

## Publication originale
- Brygoo, Blanc & Domergue, 1973 : Notes sur les Chamaeleo de Madagascar. XI. Un nouveau Caméléon de l'Ankaratra: C. brevicornis hilleniusi n.subsp. Bulletin de la Société zoologique de France, vol. 98, no 1, p. 113-120.